# Dewid Markozow
Dewid Markozow (ros. Дэвид Маркозов, ur. 30 stycznia 1974 roku) – rosyjski kierowca wyścigowy.

## Kariera
Ładygin rozpoczął karierę w międzynarodowych wyścigach samochodowych w 2003 roku od startów w Formule Russia. Z dorobkiem 41 punktów uplasował się na trzeciej pozycji w końcowej klasyfikacji kierowców. W późniejszych latach Rosjanin pojawiał się także w stawce Rosyjskiej Formuły 1600, Russian Touring Car Championship, Fińskiej Formuły 3, MegaFon MitJet Cup,Ferrari Challenge Europe, Blancpain Endurance Series, European Le Mans Series, 24-godzinnego wyścigu Le Mans oraz FIA World Endurance Championship.

## Wyniki w 24h Le Mans
| Rok  | Zespół     | Partnerzy                          | Samochód                   | Klasa | Okr. | Poz. | Klasa Pos. |
| ---- | ---------- | ---------------------------------- | -------------------------- | ----- | ---- | ---- | ---------- |
| 2015 | SMP Racing | Maurizio Mediani Nicolas Minassian | BR Engineering BR01-Nissan | LMP2  | 340  | 14   | 6          |